# Терещенківська вулиця
Тере́щенківська ву́лиця — вулиця в Шевченківському районі міста Києва, місцевість Старий Київ. Пролягає від вулиці Богдана Хмельницького до вулиці Гетьмана Павла Скоропадського. Прилучається бульвар Тараса Шевченка. Через значну кількість музеїв на невеликій вулиці іноді щодо неї вживається вислів «вулиця музеїв».

## Історія
Вулицю почали прокладати на початку 60-х років XIX століття, 1861 року вона набула назву Олексіївська. У середині 1870-х років після розпланування колишньої Університетської площі вулицю продовжили від Бібіковського бульвару (нині — бульвар Тараса Шевченка) до Шулявської вулиці (нині — вулиця Льва Толстого). З 1900 року — Терещенківська вулиця, на честь Ніколи Терещенка, київського підприємця та мецената, почесного громадянина міста Києва.
Після встановлення у Києві радянської влади спочатку отримала назву вулиця Герцена (лютий 1919), затим вулиця Чудновського (літо 1919 року, підтверджено 1944 року), на честь Григорія Чудновського, російського революціонера-більшовика, радянського комісара Києва в цивільних справах у січні — лютому 1918 року. Під час нацистської окупації міста в 1941—1943 роках — Терещенківська. З 1955 року — вулиця Рєпіна, на честь українського живописця Іллі Рєпіна.
Сучасну історичну назву вулиці відновлено 1992 року.

## Пам'ятки архітектури та історично цінні будівлі
- № 2 (1914—1927) — приміщення колишньої Ольгинської гімназії.
- № 4 (1850-ті) — колишня Ольгинська гімназія.
- № 9 (1882) — особняк Федора Терещенка, нині Київська національна картинна галерея.
- № 13 (1913) — прибутковий будинок Ханенків
- № 15 (1887) — особняк родини Ханенків.
- № 17 (1878) — особняк родини Ханенків.
- № 19 (кінець XIX ст.).
- № 21 (кінець XIX ст.).
- № 23 (кінець XIX ст.).

## Установи та заклади
- № 2 — Інститут ботаніки НАН України.
- № 3 — Видавництво «Наукова думка», Інститут математики НАН України.
- № 4 — Видавничий дім «Академперіодика», Національна академія наук України.
- № 5 — музей-квартира Павла Тичини, музей-квартира Миколи Бажана
- № 9 — Київська національна картинна галерея.
- № 15 та 17 — Національний музей мистецтв імені Богдана та Варвари Ханенків.

## Особливості вулиці, пам'ятники
Довжина вулиці — два квартали. Весь парний бік другого кварталу займає парк ім. Тараса Шевченка.
Біля Київської картинної галереї знаходиться пам'ятник Іллі Рєпіну, а в його внутрішньому дворі — пам'ятник Олександру ІІ.
На фасаді будинку № 25 встановлено меморіальну дошку Аллі Горській, на фасаді дитячої клінічної лікарні № 6 (№ 23—25/10) — Віталію Майданнику.

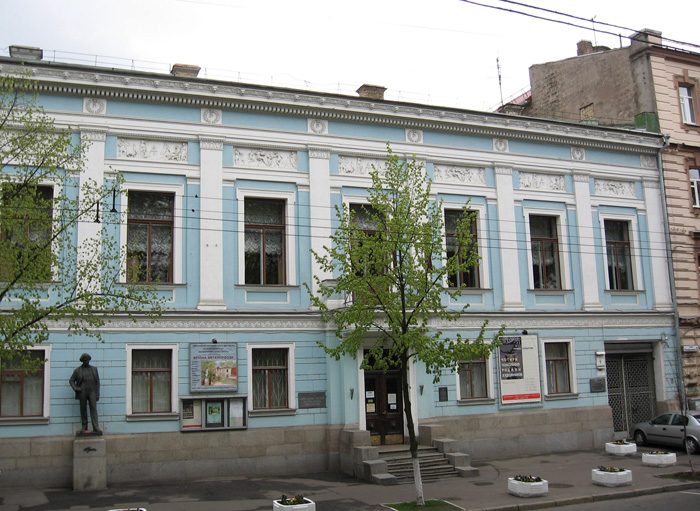
Київська національна картинна галерея
Пам'ятник Іллі Рєпіну
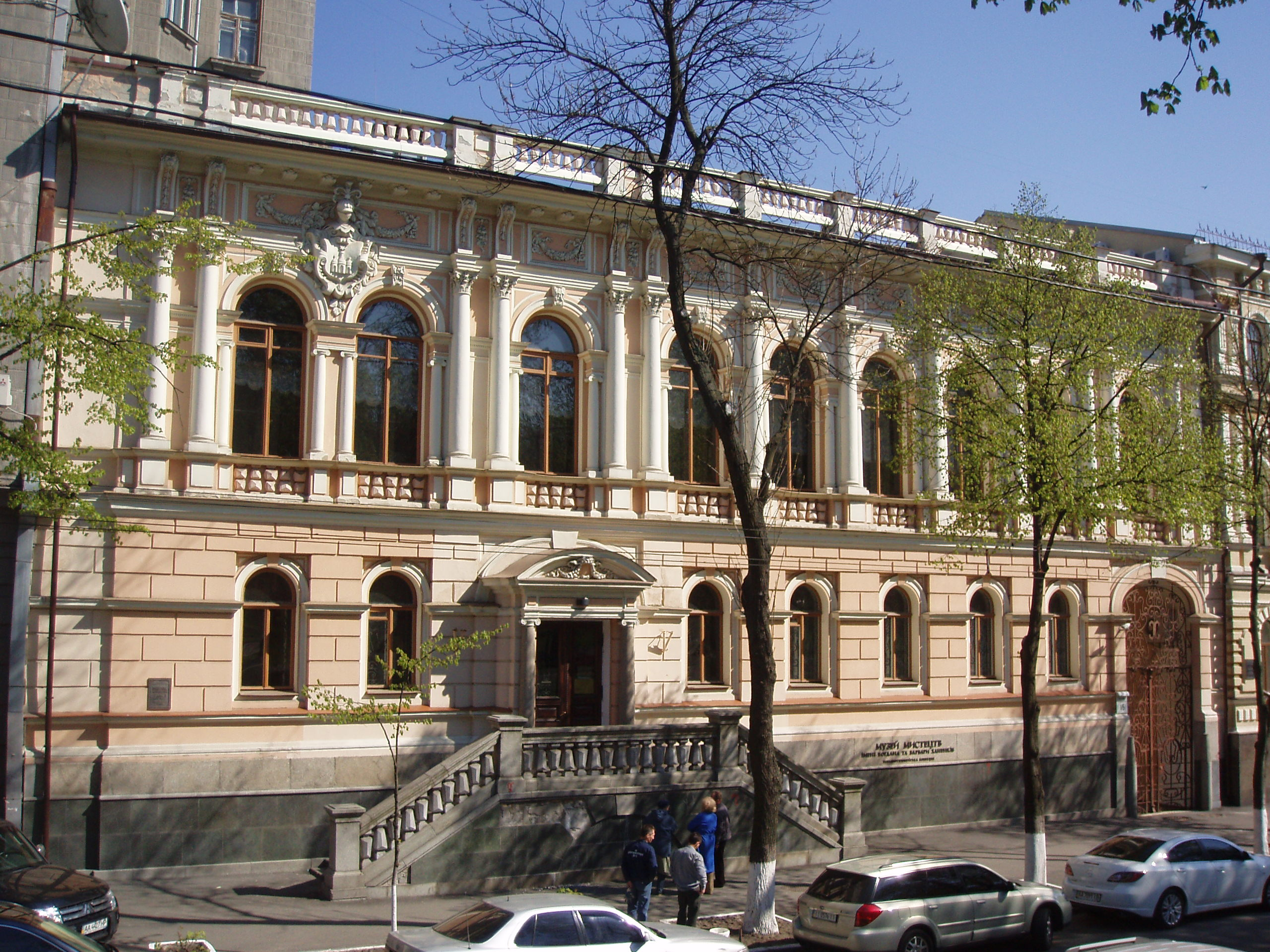
Музей мистецтв імені Богдана та Варвари Ханенків Київ
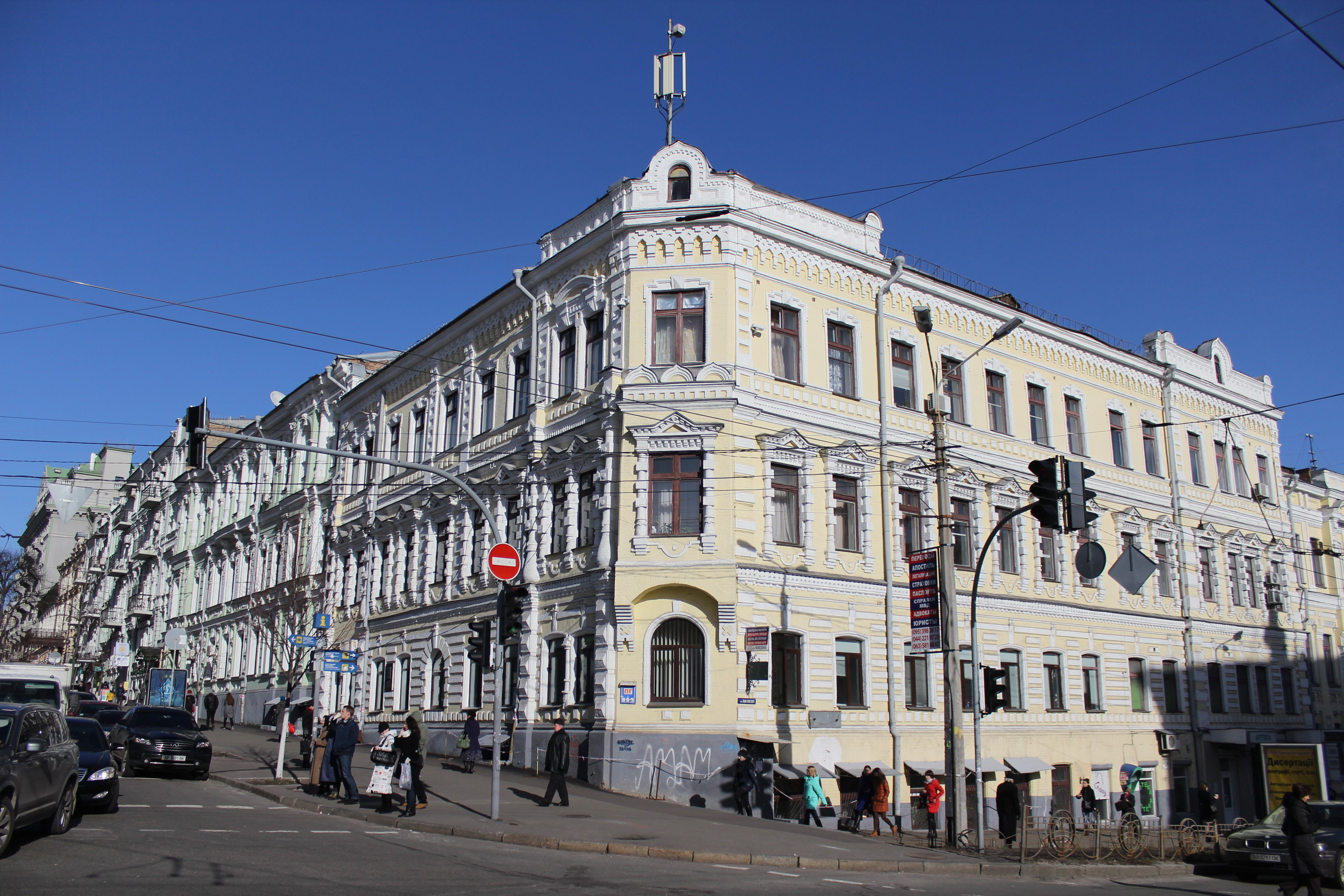
Будівля УГВШ
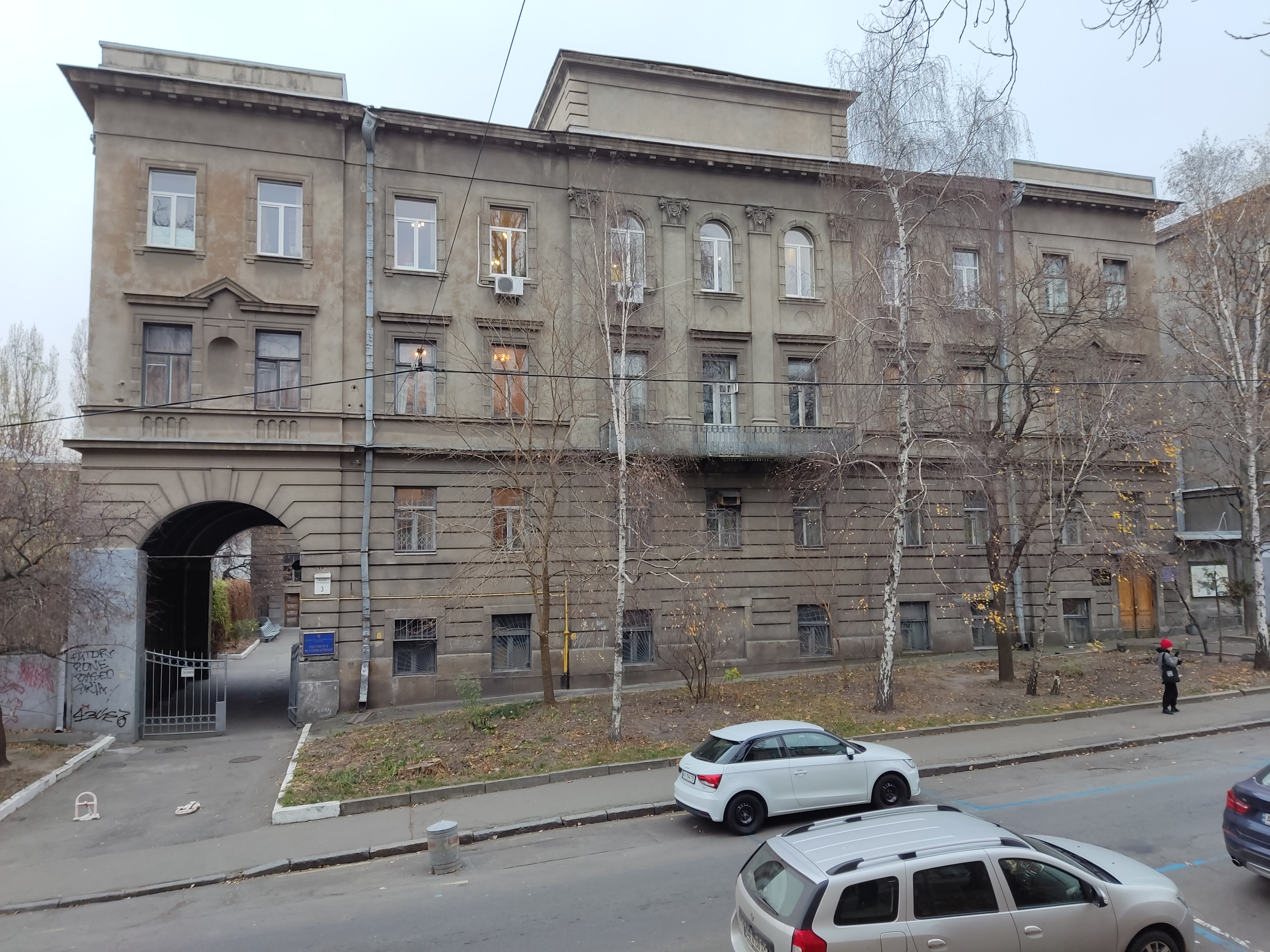
Інститут математики НАН України і видавничий дім «Наукова думка»
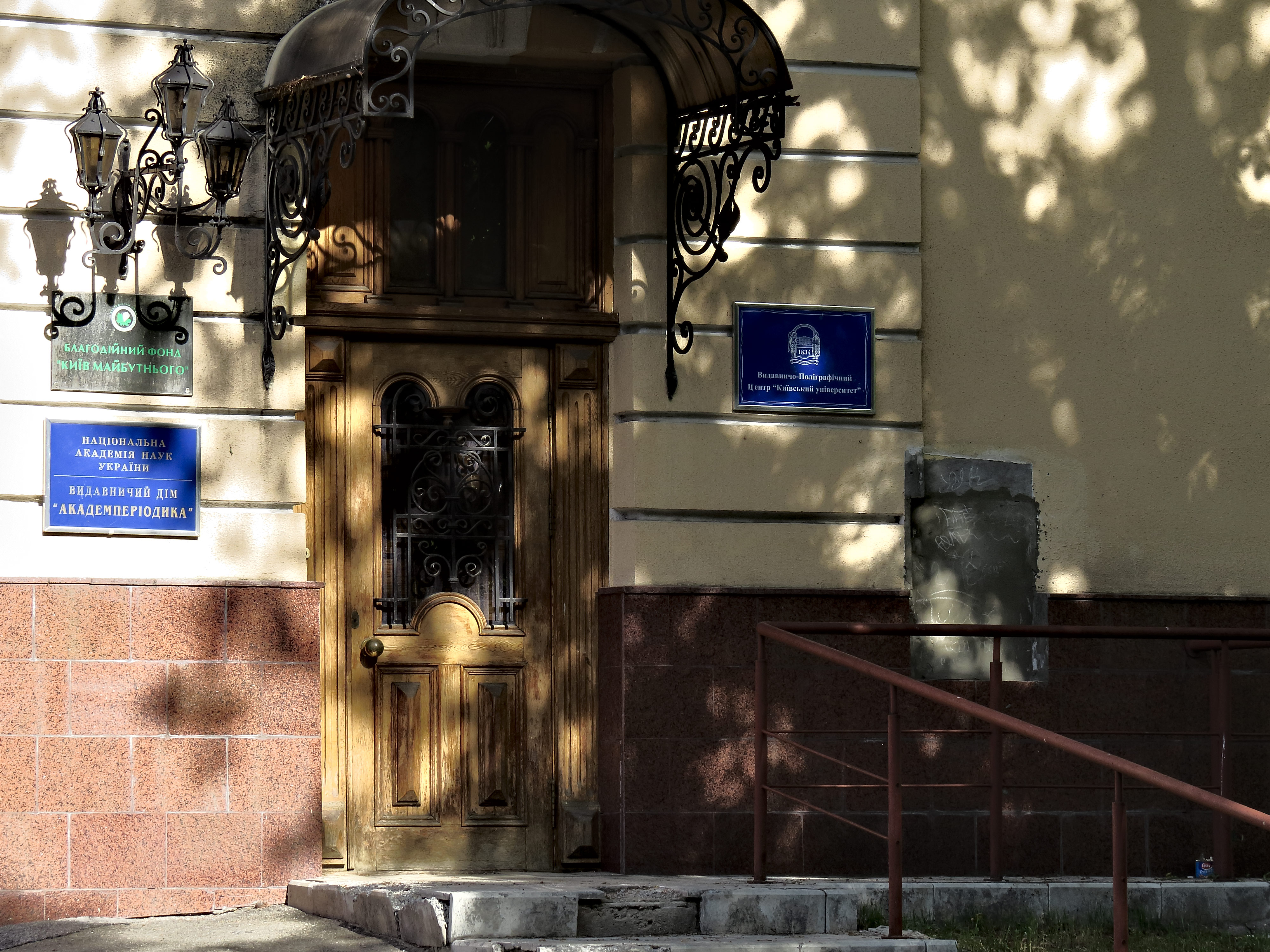
Видавничий дім «Академперіодика»